# Ptericoptus acuminatus
Ptericoptus acuminatus là một loài bọ cánh cứng trong họ Cerambycidae.